# Шаринич, Хрвое
Хрвое Шаринич (хорв. Hrvoje Šarinić; 17 февраля 1935, Сушак, Королевство Югославия — 21 июля 2017, Загреб) — хорватский политический деятель, премьер-министр Хорватии (1992—1993).

## Биография

### Ранние годы
Хрвое Шаринич — сын многолетнего югославского мэра Сушака, архитектора и бизнесмена (владельца близлежащего каменедобывающего карьера) Мариана Шаринича (Marijan Šarinić), члена Хорватской крестьянской партии. Шаринич-старший создал своё состояние на восстановлении Сушака между двумя мировыми войнами. Он сохранил свой пост и при итальянской оккупации, и при усташской власти. В 1944 - 1945 гг. Шариничи пережили массированные англо-американские бомбардировки Сушака, Риеки и Опатии. В начале 1945 года Мариан Шаринич покончил с собой. Мать позже вышла замуж за выдающегося архитектора Лео Бабича, который ради неё оставил свою жену и троих маленьких детей.

### Образование и карьера
В конце Второй мировой войны, в 1945 году Сушак был взят югославскими коммунистическими партизанами. В 1948 году Сушак был включён в состав города Риеки, в то время ставшей частью Титовской Югославии. После окончания сушакской средней школы Хрвое поступает в Загребский университет на тогдашней факультет архитектуры, строительства и геодезии, по специальности мостостроение. После окончания вуза работает на загребском предприятии «Гидропроект», откуда его в 1962 г. направляют на специализацию во Францию. Вместо трех месяцев, которые он планировал провести во Франции, Шаринич остаётся там на 25 лет. Первой большой работой для него было построение АЭС в Бордо, к чему он приступает в 1971 году. Тремя годами позже, начиная с 1974 года и по 1980 год, вопреки экономическим санкциям против режима апартеида, Шаринич руководит строительством двух атомных электростанций в районе Кейптауна (ЮАР). Далее, с 1980 по 1984 год, в статусе гражданина Франции, Шаринич представляет в Загребе фирму, которая предлагала планировать строительство атомных электростанций, но безуспешно. После этого, в 1984 году Шаринич работает в Касабланке директором крупнейшей марокканской строительной фирмы. В 1987 году, после его выхода на пенсию, вся семья Шариничей возвращается в Загреб.

### Политическая деятельность
В конце 1989 года Хрвое Шаринич включился в политику. Он стал одним из основателей ХДС и близким соратником Франьо Туджмана. После победы ХДС на выборах входит в новое правительство, становится руководителем личной канцелярии президента Туджмана и устраивает её на французский лад. 7 августа 1992 г. получает от президента мандат на формирование правительства, которое и будет возглавлять до апреля 1993 года, когда Туджман решит заменить его Никицей Валентичем.
Журналисты и общественность не приветствовали частые заявления Шаринича на посту премьер-министра как проводника политики Франьо Туджмана с плохим знанием макроэкономической теории и практики. После скандала с концерном «Далмацияцемент», принятия Хорватии в Международный валютный фонд и проигрыша ХДС в 1993 г. в его родной Приморско-Горанской жупании, Шаринич ушёл в отставку и возглавил Управление национальной безопасности.
Хрвое Шаринич был председателем хорватской делегации на переговорах с сербскими повстанцами и, как он признавался, десять раз тайно встречался со Слободаном Милошевичем. Также исполнял обязанности председателя комиссии по делам отношений Республики Хорватии с СООНО. Позже дважды возвращался на место начальника канцелярии президента Хорватии. В 1995 году именно Шаринич подписал Эрдутское соглашение.
Шаринич бесславно отличился в т. н. деле «Истрийского ипсилона», когда он заключил контракт с французской компанией Bouygouse, который оказался крайне неблагоприятным для Хорватии соглашением на дорожное строительство в Истрии. В конце 1990-х был вытеснен из круга близких соратников Туджмана (новым главой канцелярии президента становится Ивица Костович, который остаётся в этой должности до смерти Туджмана). После смерти Туджмана и выборов 3 января 2000 Шаринич вместе с Мате Граничем, Весной Шкаре-Ожболт и Йошком Моричем покидают ХДС и основывают Демократический центр.

### Смерть и похороны
Умер утром 21 июля 2017 года в загребской больнице на 83-м году жизни.
Тело Шаринича было кремировано, похороны прошли 26 июля 2017 года на кладбище Мирогой.

## Семья
Был женат, отец троих сыновей (сын Марио погиб в ДТП). Владел как устно, так и письменно французским, итальянским и английским языками.